# Sicherheitsbehörde (Österreich)
In Österreich sind die Sicherheitsbehörden für die Sicherheitsverwaltung zuständig. Im Unterschied zu Deutschland handelt es sich um Bundesorgane. Der Sammelbegriff Sicherheitsverwaltung umfasst innenpolitisch besonders sensible Verwaltungsangelegenheiten, die den Sicherheitsbehörden durch § 2 Sicherheitspolizeigesetz (SPG) übertragen worden sind.

## Gliederung

### Sicherheitsverwaltung
- Die Sicherheitspolizei (eine staatliche Aufgabe, nicht Name einer Behörde!) besteht aus der Aufrechterhaltung der öffentlichen Ruhe, Ordnung und Sicherheit und aus der ersten allgemeinen Hilfeleistungspflicht (siehe unten). Zur Sicherheitspolizei zählen vor allem die Exekutivorgane der Sicherheitsbehörden (siehe unten), die uniformiert und bewaffnet als Bundespolizei (Österreich) in öffentliche Erscheinung treten (und bis 30. Juni 2005 in bestimmten Städten offiziell Sicherheitswache bzw. ansonsten Gendarmerie genannt wurden). Der Dienst im Sinne der Strafjustiz (Kriminalpolizei) zählt nicht zur Sicherheitspolizei (iSD §3 SPG).
- Die Sicherheitsverwaltung (als staatliche Aufgabe) besteht neben der Sicherheitspolizei aus dem Pass- und dem Meldewesen, der Fremdenpolizei, der Überwachung des Eintrittes in das Bundesgebiet und des Austrittes aus ihm, dem Waffen-, Munitions-, Schieß- und Sprengmittelwesen sowie aus dem Pressewesen und den Vereins- und Versammlungsangelegenheiten.

### Sicherheitsbehörden
Die Sicherheitsverwaltung obliegt folgenden Sicherheitsbehörden:
- Bundesministerium für Inneres: Der Bundesminister für Inneres trägt die oberste Verantwortung für die innere Sicherheit.
  - Landespolizeidirektionen (eine pro Bundesland): Sie unterstehen dem Innenminister, leiten die Arbeit der Sicherheitsverwaltung im jeweiligen Bundesland und halten dazu ständigen Kontakt mit der jeweiligen Landesregierung.
    - Bezirkshauptmannschaften: Die Bezirkshauptleute werden von der jeweiligen Landesregierung bestellt und verwalten im betreffenden politischen Bezirk Agenden der mittelbaren Bundesverwaltung (mittelbar: der Bund verwaltet nicht durch seine eigenen Organe) ebenso wie Landesagenden. Ihnen sind auch sicherheitsbehördliche Aufgaben übertragen, die sie mit Hilfe des Bezirkspolizeikommandos und der Polizeiinspektionen der Bundespolizei in ihrem Bezirk erfüllen. Für folgende Teile der Sprengel von Bezirkshauptmannschaften ist die Landespolizeidirektion anstatt der Bezirkshauptmannschaft Sicherheitsbehörde I. Instanz: Stadtgemeinde Leoben im Bezirk Leoben und Stadtgemeinde Schwechat samt Flughafen im Bezirk Bruck an der Leitha.
    - Bürgermeister: In Krems und Waidhofen an der Ybbs, als jene Statutarstädte, in denen die Landespolizeidirektion nicht Sicherheitsbehörde I. Instanz ist, ist der Bürgermeister als Bezirksverwaltungsbehörde Sicherheitsbehörde I. Instanz. Der Bürgermeister ist in allen Gemeinden Fundbehörde sowie Meldebehörde. In Gemeinden, die zum Wirkungsbereich einer Landespolizeidirektion gehören, ist der Bürgermeister auch Passbehörde. Bis 2003 war in solchen Gemeinden sowohl für Pass- und Meldewesen als auch als Fundbehörde die Bundespolizeidirektion zuständig.

## Mitarbeiter

### Exekutivbedienstete
Als Exekutivbedienstete (EB) werden Beamte oder Vertragsbedienstete bezeichnet, welche Exekutivdienste verrichten. Dies sind die Angehörigen des Wachkörpers Bundespolizei. Exekutivbediensteter ist gemäß dem Beamten-Dienstrechtsgesetz 1979 ein Amtstitel. Zusätzlich trägt jeder EB einen Dienstgrad als Verwendungsbezeichnung.
Der Begriff des Exekutivbediensteten ersetzte im Zuge der Zusammenführung von Bundessicherheitswachekorps, Kriminalbeamtenkorps und Bundesgendarmerie zum einheitlichen Wachkörper Bundespolizei mit 1. Juli 2005 die früheren Bezeichnungen Wachmann (eigentlich Sicherheitswachebeamter aus dem Bereich des Bundessicherheitswachekorps) sowie des Gendarmen (eigentlich Gendarmeriebeamter aus dem Bereich der Bundesgendarmerie).

### Angehörige des rechtskundigen Dienstes
Neben Vertragsbediensteten und Angehörigen des Wachkörpers Bundespolizei verrichten vor allem Beamte des rechtskundigen Dienstes, sogenannte Polizeijuristen, Dienst in den Landespolizeidirektionen. Sie sind Uniformträger, haben aber das Recht, ihren Dienst auch in Zivil zu verrichten. Ihre Amtstitel lauten:
- Kommissär
- Rat
- Oberrat
- Hofrat

Darüber hinaus gibt es noch die folgenden Verwendungsbezeichnungen:
- Landespolizeipräsident: Leiter der Landespolizeidirektion Wien
- Landespolizeivizepräsident: Stv. Leiter der Landespolizeidirektion Wien
- Landespolizeidirektor: Leiter einer Landespolizeidirektion außerhalb Wiens

Die Polizeijuristen sind vor allem in den Landespolizeidirektionen und deren Polizeikommissariaten (PK) eingesetzt, wo sie als Referenten für strafrechtliche Vorgänge oder Verwaltungsakte tätig sind. Der Leiter eines PK, ebenfalls Polizeijurist, wird als Stadthauptmann bezeichnet. Weibliche Stadthauptleute sind gemäß Verfassung berechtigt, ihre Verwendungsbezeichnung in weiblicher Form zu führen, doch wird derzeit die Anrede „Frau Stadthauptmann“ dem ungewohnten Titel „Stadthauptfrau“ vorgezogen.

## Aufgaben und Befugnisse

### Aufgaben der Sicherheitsbehörden und Exekutivorgane

#### Erste Allgemeine Hilfeleistungspflicht
Sind Leben, Gesundheit, Freiheit oder Eigentum von Menschen gegenwärtig gefährdet oder steht eine solche Gefährdung unmittelbar bevor, so trifft die Sicherheitsbehörden die erste allgemeine Hilfeleistungspflicht. Wenn Grund zur Annahme einer solchen Gefährdung besteht, sind die Sicherheitsbehörden verpflichtet festzustellen, ob diese auch tatsächlich besteht und haben bejahendenfalls die Gefahr abzuwehren, wobei sie auch Rettung und Feuerwehr zu Hilfe rufen können.

#### Aufrechterhaltung der öffentlichen Sicherheit und Ordnung
- Den Sicherheitsbehörden obliegt:
  - die Abwehr allgemeiner Gefahren; sie haben gefährlichen Angriffen unverzüglich ein Ende zu setzen (Gefahrenabwehr);
  - der besondere Schutz (vorbeugender Schutz)
    - von Menschen, die sich selbst nicht ausreichend schützen können;
    - der verfassungsmäßigen Einrichtungen und ihrer Handlungsfähigkeit (vgl. Bundesheer);
    - der Vertreter ausländischer Staaten, internationaler Organisationen und anderer Völkerrechtssubjekte
    - von Sachen, die gewahrsamsfrei geworden sind (die Entgegennahme, Aufbewahrung und Ausfolgung obliegt jedoch dem Bürgermeister als Fundbehörde);
    - von Menschen, die über einen gefährlichen Angriff oder eine kriminelle Verbindung Auskunft erteilen können und deshalb besonders gefährdet sind („Zeugenschutz“);

  - die Ermittlung des Aufenthalts von Menschen bzw. Gegenständen, nach denen gesucht wird (Personen- und Sachfahndung);
  - die Vorbeugung gegen Delikte durch die Förderung der Fähigkeiten der Bürger, selbst präventive Maßnahme zu setzen, wie z. B. Einbruchssicherheit zu erhöhen (Kriminalpolizeiliche Beratung);
  - die Aufrechterhaltung der Ordnung an öffentlichen Orten (Aufrechterhaltung der öffentlichen Ordnung).

### Befugnisse der Sicherheitsbehörden und Exekutivorgane

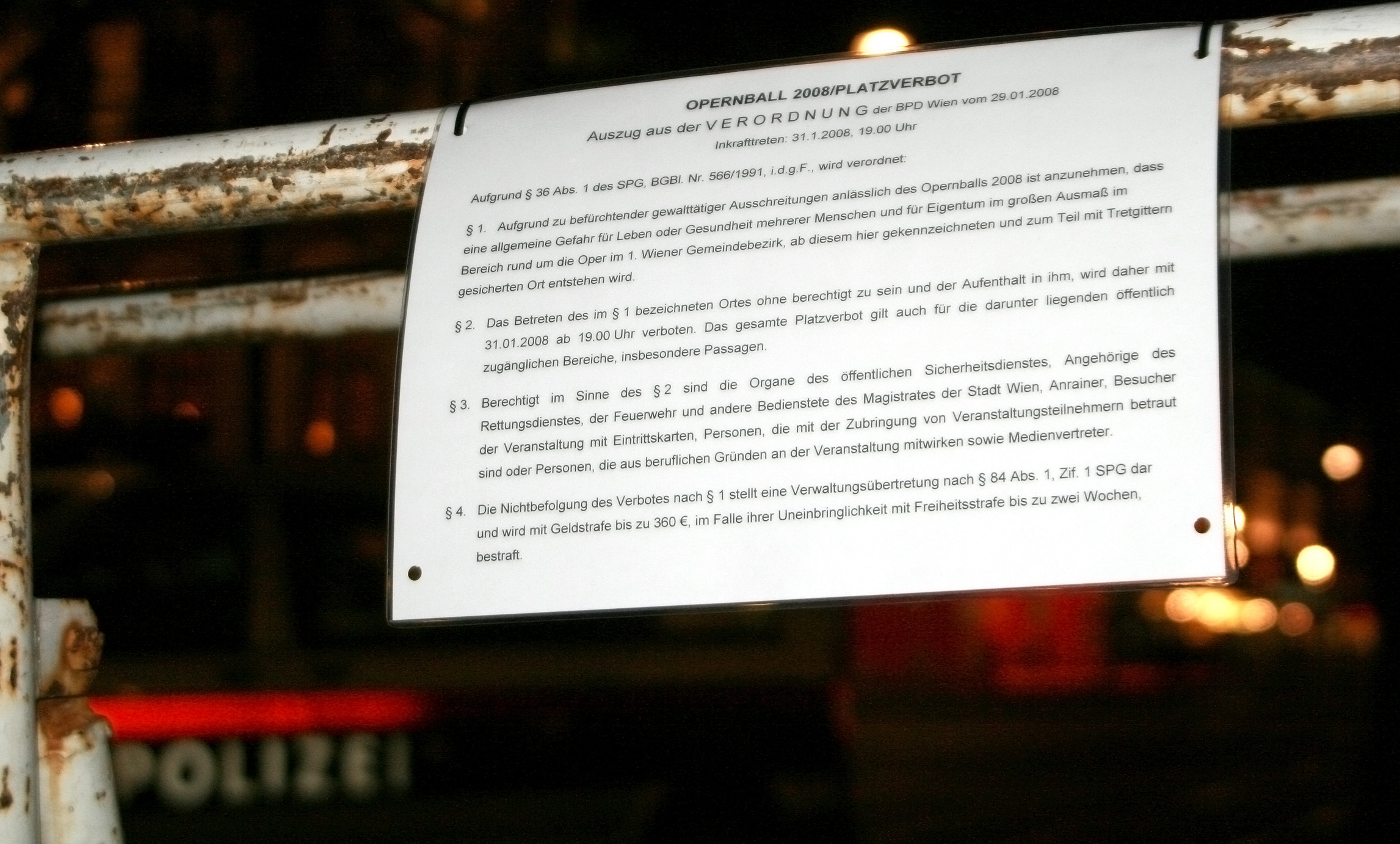
Polizeiliches Platzverbot in der Umgebung der Wiener Staatsoper während des Wiener Opernballs 2008

Die Organe des öffentlichen Sicherheitsdienstes sind befugt, Auskünfte zu verlangen; die Identität eines Menschen festzustellen; ein Platzverbot auszusprechen; Besetzungen aufzulassen; Wegweisungen (etwa im Rahmen der Maßnahmen von Betretungsverbot und Wegweisung zum Schutz vor Gewalt) durchzuführen; Grundstücke zu betreten und zu durchsuchen (soweit dies zur Erfüllung der ersten allgemeinen Hilfeleistungspflicht unerlässlich ist); Personen, die festgenommen wurden, zu durchsuchen; Personen im Rahmen von Großveranstaltungen zu durchsuchen; Sachen sicherzustellen; Sachen in Anspruch zu nehmen (z. B. Kraftfahrzeuge von unbeteiligten Dritten zur Verfolgung eines gefährlichen Flüchtigen).

### Verwaltungsstrafen
Verwaltungsrechtliche (nicht gerichtliche) Delikte in Bezug auf die Sicherheitsbehörden sind vor allem Störung der öffentlichen Ordnung; Aggressives Verhalten gegenüber Organen der öffentlichen Aufsicht; sowie Missachtung von Betretungsverboten. Sie werden mit Geld- oder Arreststrafen sanktioniert. Als Berufungsinstanz fungiert das Landesverwaltungsgericht des jeweiligen Bundeslandes.
Eine Verwaltungsübertretung als solche wird nicht verfolgt, wenn der Tatbestand einer gerichtlich strafbaren Handlung (siehe unten) vorliegt. Dies entspricht dem menschenrechtlichen Gebot, wegen einer Handlung nicht zweimal zu bestrafen.

### Mitwirkung bei der Strafverfolgung
Die für die Verfolgung von gerichtlichen Straftaten zuständigen Organe sind die dem Bundesminister für Justiz unterstehenden Staatsanwaltschaften. Ihnen obliegt die Leitung der Ermittlungsverfahren und die Anklage vor Gericht. Die Staatsanwaltschaften sind nicht berechtigt, selbst Zwangsmittel einzusetzen. Sie können bzw. müssen sich dazu der Exekutivorgane der Sicherheitsbehörden, insbesondere der Bediensteten des Wachkörpers Bundespolizei, bedienen. In diesem Fall werden die Sicherheitsbehörden laut StPO als Kriminalpolizeibehörden tätig.
Die Sicherheitsbehörden werden für Staatsanwaltschaften vor allem im operativen Außendienst tätig: zum Beispiel zur Ermittlungstätigkeit und zur Festnahme von Verdächtigen. Für die Beaufsichtigung von Strafgefangenen, die in Haftanstalten der Justiz angehalten werden, ist nicht die Polizei, sondern die Justizwache zuständig.

#### Anzeige
Wird der Begriff Anzeige in Österreich ohne Beifügung verwendet, ist damit stets die Meldung eines (wie der Anzeiger vermutet) rechtswidrigen Vorganges bei der nächsten Polizeidienststelle gemeint. Anzeigen können in jeder Form auch direkt bei den Sicherheitsbehörden erstattet werden, im Fall vermuteter gerichtlich strafbarer Handlungen auch bei den Staatsanwaltschaften.

#### Ermittlungsverfahren
Ein Ermittlungsverfahren hat den Zweck, der Staatsanwaltschaft zu ermöglichen, entweder die Anzeige zurückzulegen, weil „nichts dran ist“, oder die Anklage (bzw. vor dem Bezirksgericht den Strafantrag) schriftlich einzubringen, um eine (öffentliche) Hauptverhandlung vor Gericht zu erreichen.
Die Leitung der Vorerhebungen obliegt dem Staatsanwalt, dieser nimmt jedoch selbst keine Beweise auf, sondern bedient sich dazu des Wachkörpers Bundespolizei. Die Exekutivbediensteten sind verpflichtet, alle vom Staatsanwalt verlangten Beweise aufzunehmen und Vernehmungen von Verdächtigen durchzuführen.
Vor allem in kleineren Fällen ermittelt die Polizei üblicherweise so weit, bis sie den Fall für abgeschlossen hält, und leitet ihn erst dann an die Staatsanwaltschaft weiter, wenn sie diese zur Anordnung von prozessualen Zwangsmitteln (z. B. Haftbefehl, Hausdurchsuchung, Beschlagnahme) benötigt.

## Neuorganisation der Sicherheitsbehörden ab 1. September 2012
siehe Artikel Sicherheitsbehörden-Neustrukturierung 2012

## Geplante Umstrukturierung
In dem von der Regierung Kurz I im Spätherbst 2017 vorgelegten Regierungsprogramm war angedacht, „dass Agenden der Sicherheitsbehörden I. Instanz von den Landespolizeidirektionen zu den Bezirksverwaltungsbehörden (mit Ausnahme der Landeshauptstädte und Schwechat)“ übertragen werden. 
Dies hätte zur Folge gehabt, dass in den Städten Steyr, Villach, Wels und Wiener Neustadt die Sicherheitsverwaltung auf den Magistrat und in Leoben auf die Bezirkshauptmannschaft übertragen worden wäre. Die dort bestehenden Polizeikommissariate wären aufgelöst worden. Durch das Scheitern der Regierung Kurz I wurde dieser Plan nicht umgesetzt, im Regierungsprogramm der Regierung Kurz II war ein derartiges Vorhaben nicht angeführt.